# Iain Macleod
Iain Norman Macleod (ur. 11 listopada 1913 w Skipton, zm. 20 lipca 1970 w Londynie) – brytyjski polityk, członek Partii Konserwatywnej, minister w rządach Winstona Churchilla, Anthony’ego Edena, Harolda Macmillana i Edwarda Heatha.
Wykształcenie odebrał w Ermysted's Grammar School w Skipton oraz w Fettes College w Edynburgu. Studiował historię w Gonville and Caius College na Uniwersytecie Cambridge. Macleod grywał w brydża – w 1937 r. wygrał Gold Cup. Napisał również książkę Bridge is an Easy Game. Podczas II wojny światowej został przydzielony do pułku księcia Wellington i brał udział w kampanii francuskiej 1940 r., gdzie został ranny w udo. W 1944 r. brał udział w lądowaniu w Normandii jako zastępca asystenta generalnego kwatermistrza 50 dywizji Northumbrii. W walkach na kontynencie brał udział do listopada 1944 r. Wojnę zakończył w stopniu majora.
W 1945 r. bez powodzenia startował w wyborach do Izby Gmin w okręgu Western Isles. W 1946 r. rozpoczął pracę w parlamentarnym sekretariacie Partii Konserwatywnej, szybko przekształconego w Conservative Research Department. W 1950 r. wygrał wybory w okręgu Enfield West i zasiadł w Izbie Gmin. Początkowo nie otrzymał żadnego stanowiska w administracji rządowej, ale w marcu 1952 r. zwrócił na siebie uwagę premiera Churchilla podczas debaty z Aneurinem Bevanem na temat służby zdrowia. 7 maja tego roku Macleod otrzymał stanowisko ministra zdrowia.
Kiedy premierem został w 1955 r. Anthony Eden Macleod otrzymał stanowisko ministra pracy i służby narodowej, które piastował do 1959 r., kiedy to Harold Macmillan powierzył mu stanowisko ministra kolonii. Za jego kandencji niepodległość uzyskały brytyjskie kolonie: Nigeria, Somali Brytyjskie, Tanzania, Sierra Leone, Kuwejt i Kamerun. Macleod dał się również poznać jako przeciwnik kary śmierci oraz zwolennik legalizacji aborcji i kontaktów homoseksualnych. W 1961 r. został Kanclerzem Księstwa Lancaster, przewodniczącym Izby Gmin oraz przewodniczącym Partii Konserwatywnej.
Po rezygnacji Macmillana w 1963 r. Macleod poparł kandydaturę Raba Butlera na lidera konserwatystów. Zwycięzcą został jednak Alec Douglas-Home. Macleod odmówił wstąpienia do jego gabinetu, jednak kiedy Partia Konserwatywna przeszła do opozycji po wyborach 1964 r. wstąpił do gabinetu cieni byłego premiera. W 1965 r. poparł kandydaturę Edwarda Heatha na lidera Partii Konserwatywnej. W latach 1963–1965 był redaktorem Spectatora. W 1965 r. został Kanclerzem Skarbu w konserwatywnym gabinecie cieni.
W 1970 r. Partia Konserwatywna wygrała wybory parlamentarne i Macleod został Kanclerzem Skarbu w rządzie Heatha. 7 lipca trafił do szpitala w wyniku zapalenia wyrostka robaczkowego. 18 lipca został wypisany ze szpitala, ale 20 lipca o 10:30, w swoim biurze przy 11 Downing Street, doznał zawału serca i zmarł o 11:35.
Był żonaty z Evelyn Mason, którą poślubił 25 stycznia 1941 r. Jego córka, Diana Heimann, kandydowała z ramienia Partii Niepodległości Zjednoczonego Królestwa w wyborach parlamentarnych w okręgu Banbury w 2005 r.